# جيامبيترو بيرولي
جيامبيترو بيرولي (بالإيطالية: Giampietro Perrulli)‏ (8 يونيو 1985 بروما في إيطاليا - ) هو لاعب كرة قدم إيطالي في مركز الوسط. لعب مع نادي أسكولي ونادي أودينيزي ونادي بيروجيا ونادي بيسكارا ونادي ساليرنيتانا ونادي فيتشينزا ونادي كاربي ونادي ليفورنو وايه إس دي سامبينديتيس كالتشيو ‏ وأوستيا ماري 1945 ‏ وLupa Roma FC ‏ وفيتربيسي 1908 وUS Palestrina 1919 ‏.